# Buena Vista, Alcozauca de Guerrero
Buena Vista är en ort i Mexiko.   Den ligger i kommunen Alcozauca de Guerrero och delstaten Guerrero, i den sydöstra delen av landet, 250 km söder om huvudstaden Mexico City. Buena Vista ligger 2 259 meter över havet och antalet invånare är 345.
Terrängen runt Buena Vista är lite bergig. Runt Buena Vista är det ganska tätbefolkat, med 62 invånare per kvadratkilometer. Närmaste större samhälle är Ixcuinatoyac, 4,9 km nordväst om Buena Vista. I omgivningarna runt Buena Vista växer huvudsakligen savannskog.